# 프랑스령 폴리네시아의 기

프랑스령 폴리네시아의 기 비율 2:3

프랑스령 폴리네시아의 기는 1984년 11월 23일에 제정되었다.
빨간색, 하얀색, 빨간색 세 개의 가로 줄무늬로 구성된 바탕 가운데에는 프랑스령 폴리네시아의 문장이 그려져 있다. 빨간색, 하얀색은 타히티 섬의 깃발을 바탕으로 한 색상이다.
문장 안에는 태양과 바다를 배경으로 빨간색 돛대를 단 폴리네시아의 전통적인 카누가 그려져 있으며, 카누 위에는 다섯 명의 사람 형상의 디자인이 그려져 있다.
다섯 명의 사람 형상의 디자인은 프랑스령 폴리네시아를 구성하고 있는 다섯 개의 큰 섬인 소시에테 제도, 감비에 섬, 투아모투 섬, 마르퀴즈 섬, 오스트랄 섬을 의미한다.

## 과거의 기

타히티 왕국의 기 (1829~1842)
타히티 보호령의 기 (1843~1880)
후아히네 섬의 기 (1847~1889)
라이아테아 섬의 기 (1847~1880)
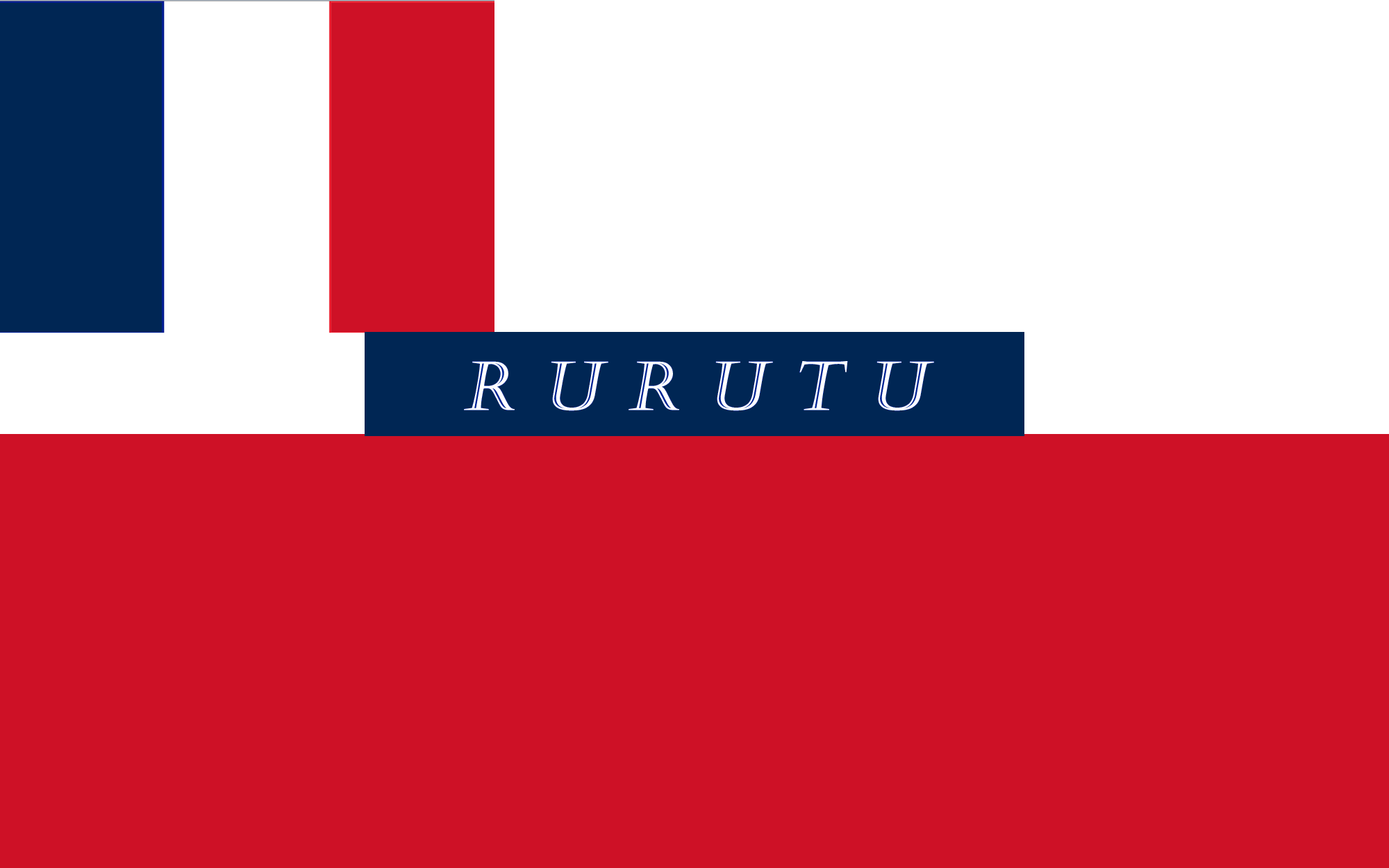
프랑스령 폴리네시아의 기 (1858~1889)

## 각 섬의 깃발

강비에섬의 깃발
투아모투섬의 깃발
마르키즈 제도의 깃발
오스트랄섬의 깃발
소시에테 제도의 깃발

### 소시에테 제도

#### 리워드 제도

보라보라섬의 깃발
라이아테아섬의 깃발
후아히네섬의 깃발

#### 윈드워드 제도

타히티섬의 깃발
무레아섬의 깃발

### 투아모투 제도

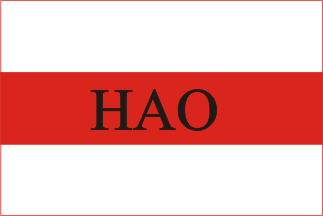
HAO섬의 깃발
마카테아섬의 깃발
푸카푸카섬의 깃발

### 오스트랄 제도

RIMATARA섬의 깃발
루루투섬의 깃발
투부아이섬의 기
라이바베섬의 깃발
라파섬의 깃발

## 같이 보기
- 프랑스의 국기
- 프랑스령 폴리네시아의 문장